# Andrenosoma rufipennis
Andrenosoma rufipennis är en tvåvingeart som först beskrevs av Christian Rudolph Wilhelm Wiedemann 1828.  Andrenosoma rufipennis ingår i släktet Andrenosoma och familjen rovflugor. Inga underarter finns listade i Catalogue of Life.